# Basco (Filipiny)
Basco – miasto i gmina na Filipinach. W 2015 roku liczyło 8579 mieszkańców. Ośrodek administracyjny prowincji Batanes. W mieście znajduje się port lotniczy Basco.